# Progress Records
Progress Records is een relatief klein platenlabel. Het in 1998 opgerichte label is gespecialiseerd in progressieve rock. Het label is gevestigd in Zweden en heeft vooral Zweedse artiesten uitgebracht, maar ook muziekgroepen uit andere landen komen aan bod. Brother Ape, Cross en Galleon stonden of staan er onder contract. In 2009 verscheen het officiële debuut van de Nederlandse muziekgroep Silhouette er.

## Discografie
- Cross – Visionary fools (1998)
- Galleon  - Lynx
- Galleon – King of Aragon
- Cross – Gaze
- Galleon – Heritage and visions
- Galleon – Beyond dreams
- Cross – Secrets
- Galleon – The all European hero
- Grand Stand – Tricks of time
- Spektrum – Spektrum (2002)
- Galleon – From land to ocean (PRCD011)
- Liquid Scarlet – Liquid Scarlet
- Cross – Playgrounds
- Brother Ape – On the other side
- Magic Pie- Motions of desire
- Liquid Scarlet – Killer couple (EP)
- Liquid Scarlet – II
- Galleon – Mind over matter
- Violent Silence – Kinetic
- Brighteye Brison – Stories
- Brother Ape – Shangri-la (2007)
- High Wheel –Life before the storm
- High Wheel - 1910
- High Wheel – Remember the colours
- Magic Pie – Circus of life
- High Wheel – There
- Soniq Circus – I
- Beardfish – Från en plats du ej kan se
- Beardfish – The sane day
- Galleon – Engines of Creation
- Cross – Secrets
- Brighteye Brison – Believers and deceivers
- Brother Ape – Brother Ape (2008)
- Unifaun – Unifaun
- Illumion – Hunting for significance
- Adventure – Beacon of light
- Silhouette – Moods (2009)
- Brother Ape – Turbulence (2009)(cat nr. 37)
- Cross – The thrill of nothingness
- KOI – In tomorrow hid yesterday
- Chris – Making sense (Christiaan Bruin)
- Brother Ape – In a rare moment of insight  (2010)